# Thérèse Casgrain
Pour les articles homonymes, voir Casgrain.
Pour les autres membres de la famille, voir Famille Casgrain.
Thérèse Forget Casgrain, née le 10 juillet 1896 à Montréal et morte dans la même ville le 3 novembre 1981, est une réformatrice, féministe et femme politique québécoise.
Au cours des années 1920 à 1940, elle travaille avec d'autres femmes à faire reconnaître les droits des femmes, en particulier le droit de vote et d'éligibilité au niveau québécois. Elle est aussi la première femme élue à la tête d’un parti politique au Canada et au Québec.

## Biographie

### Enfance et milieu familial
Marie-Thérèse Casgrain vient au monde dans un milieu de la haute bourgeoisie francophone. Sa mère est Blanche MacDonald, d'origine écossaise, et son père est Rodolphe Forget, avocat, homme d'affaires et homme politique conservateur. Elle a deux frères : Gilles et Maurice. Son enfance se déroule entre les murs de la résidence familiale montréalaise (sise rue Sherbrooke, qu'habitent alors les plus riches familles de la ville) et le « Château » à Saint-Irénée (Charlevoix), chalet d’été de 17 chambres à coucher qui fait aujourd'hui partie du Domaine Forget.
En 1905, à l’âge de 8 ans, elle devient pensionnaire chez les Dames du Sacré-Cœur, au Sault-au-Récollet. Elle souhaite poursuivre ses études à l'université, mais son père s'y oppose, n'en voyant pas l'utilité. Selon lui, elle devait plutôt apprendre à gérer une maison, une qualité que doit posséder une future épouse de son rang.
En janvier 1916, elle épouse l’avocat Pierre-François Casgrain, d'allégeance libérale. Ils auront deux filles et deux garçons (Hélène, Renée, Rodolphe et Paul).

Après le retrait de la vie politique de son beau-père Rodolphe Forget, Casgrain décide, en 1917, de lui succéder à titre de député libéral dans le comté fédéral de Charlevoix—Montmorency. Il est élu, puis conservera son siège jusqu'en 1941. Thérèse prononce des discours pour lui à quelques reprises lors de campagnes électorales. Entre-temps, il aura présidé la Chambre des Communes. Il sera nommé juge à la Cour supérieure du Québec en 1942. 

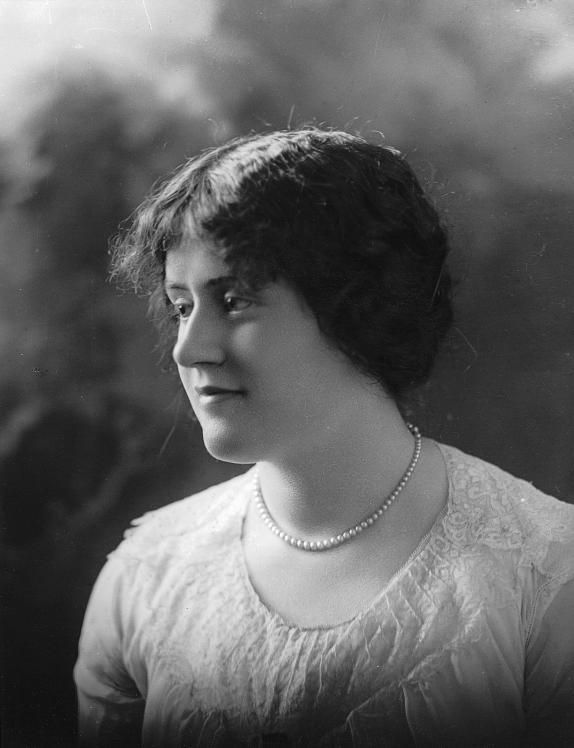
Thérèse Forget en 1914.

Thérèse accompagne son mari à Ottawa pour l’ouverture de la session parlementaire, au printemps 1918. C'est dans la capitale fédérale qu'elle est sensibilisée à la question du vote pour les femmes. Lors de l'élection précédente, on avait accordé ce droit à un certain nombre de femmes. Le gouvernement Borden fait ensuite adopter le Women’s Suffrage Act, un projet de loi accordant le droit de vote aux élections fédérales à toutes les Canadiennes de vingt et un ans et plus. Mais, au Québec, les femmes ne pouvaient toujours pas voter lors des élections. L'opposition à une telle extension du droit de vote aux femmes y était forte, notamment de la part du clergé et de l'élite conservatrice.

### Pour le vote des femmes au Québec

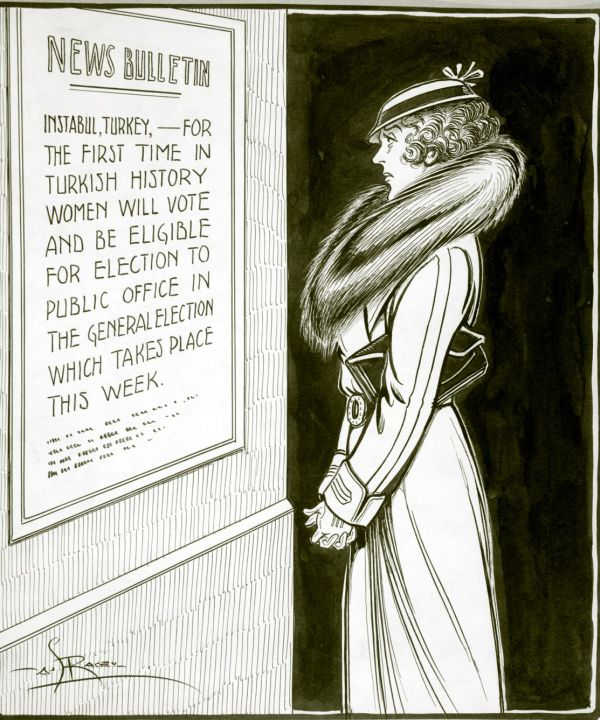
Une femme québécoise constate que le droit de vote a été accordé aux femmes en Turquie alors que ce n'est toujours pas le cas pour elle.

Thérèse Casgrain est très active dans le mouvement qui milite pour l'obtention du droit de vote pour les femmes au Québec, qui a pris forme à la fin du XIXe siècle. En 1921, elle est membre fondatrice, avec Marie Lacoste Gérin-Lajoie et Idola Saint-Jean, du Comité provincial pour le suffrage féminin (CPSF) et en devient la vice-présidente.
Le 10 février 1922, elle fait partie d’une délégation du CPSF, avec Marie Lacoste-Gérin-Lajoie, Carrie Derick, Idola Saint-Jean et Lady Drummond (Grace Julia Parker Drummond), qui rencontre le premier ministre du Québec Louis-Alexandre Taschereau pour réclamer que l'on accorde le droit de vote aux femmes. Thérèse Casgrain y prend la parole. Elle avance que les femmes sont assez intelligentes et instruites pour pouvoir voter. Il s'agira du premier d'une longue série de périples annuels dans la vieille capitale pour obtenir ce droit.
Thérèse Casgrain est désignée présidente du CPSF en 1928. Elle y occupe cette fonction jusqu'en 1942. Le CPSF devient la Ligue pour les droits de la femme en 1929. Organisation laïque, elle lutte sans relâche pour améliorer la situation des femmes, notamment sur le plan juridique et pour obtenir le droit de vote aux élections au Québec. En 1937, elle assiste au couronnement de George VI à Londres en compagnie de son mari et de leur fille Hélène puis au congrès du Conseil international des femmes à Paris, où elle intervient pour le Canada. Elle y rencontre notamment Louise Weiss, une importante féministe française.

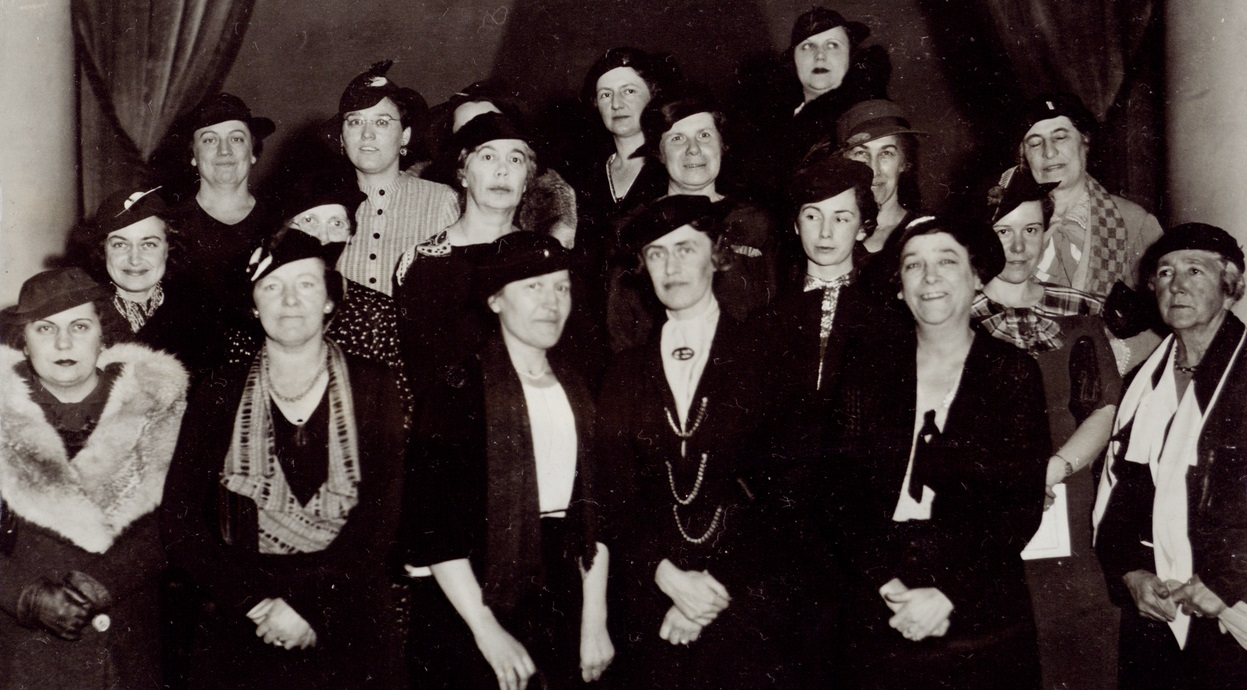
La Ligue des droits de la femme en 1935.

En 1938, Thérèse Casgrain prend la parole au congrès d'orientation du Parti libéral au sujet du droit de vote. Les libéraux adoptent alors une résolution à cet effet et promettent de l'accorder dès qu'ils seront de retour au pouvoir. Elles obtiendront finalement ce droit en 1940 sous le gouvernement d'Adélard Godbout, malgré de fortes pressions de l'épiscopat catholique.

### La recherche de l'égalité pour les femmes
En même temps que ce combat pour le droit de vote, Thérèse Casgrain poursuit sa lutte pour l'obtention de l'égalité tant juridique que sociale des femmes en usant de ses relations dans les cercles politiques et de son influence dans les médias.
Elle cherche particulièrement, avec la Ligue du droit des femmes qu'elle préside, à réformer le Code civil du Bas-Canada, notamment en ce qui a trait à l’incapacité juridique de la femme mariée et les régimes matrimoniaux. Avec Marie Lacoste-Gérin-Lajoie, présidente de la Fédération nationale Saint-Jean-Baptiste, elle milite pour obtenir une législation portant sur le salaire de la femme mariée et des amendements qui amélioreraient la situation juridique de celle-ci. En 1929, elle se fait entendre à la Commission Dorion (présidée par Charles-Édouard Dorion) et réclame des changements au statut juridique des femmes mariées.
Elle tient salon chez elle, où les esprits réformistes du temps se rencontrent, ce qui suscite même le mécontentement du premier ministre Louis-Alexandre Taschereau. Prennent part à ces débats d'idées, à diverses époques, des intellectuels et des activistes comme Frank Scott, Jacques Perrault, Pierre Trudeau, René Lévesque, Gérard Pelletier, Jean Marchand, Fernand Daoust, Pierre Vadeboncoeur et Jacques Parizeau.

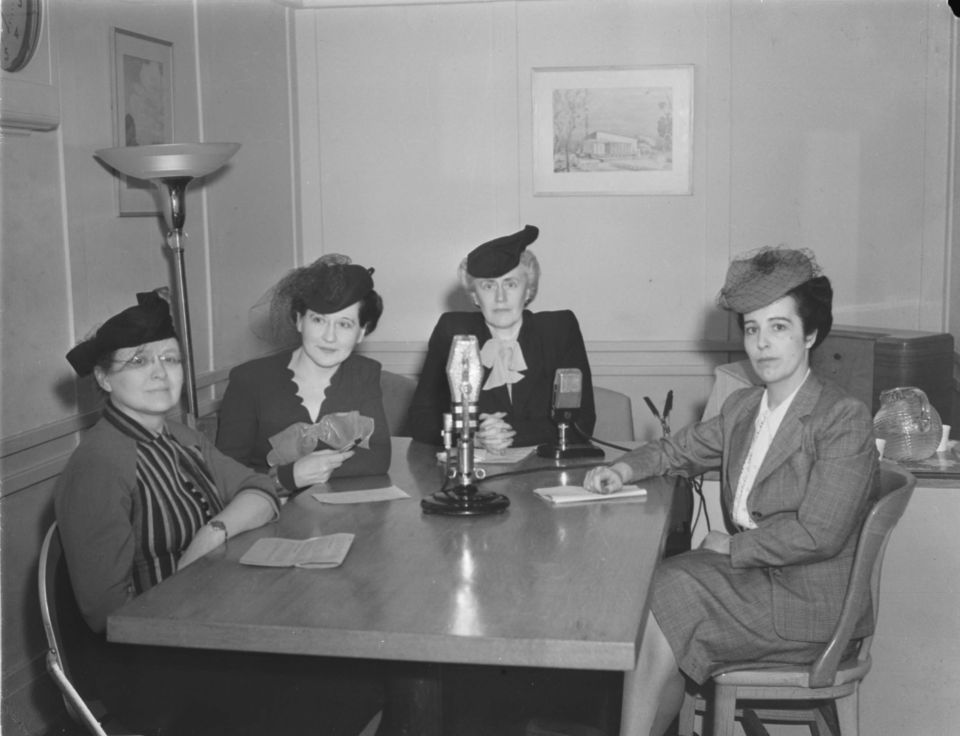
Thérèse Casgrain reçoit des invitées à l'émission Votre opinion mesdames de Radio-Canada.

Thérèse Casgrain fait part de ses préoccupations pour la situation des femmes à la radio, d'abord à CKAC vers 1933-1934. Dans une émission datée du 8 juin 1934, elle affirme : 
« Les femmes subissent les conditions de vie qui leur sont imposées par une société où dominent les hommes. Le droit de vote pour la femme [constitue le seul moyen logique et compatible avec notre système politique, pour [lui] assurer la sanction qu'il lui faut avoir à sa disposition pour faire reconnaître et maintenir ses droits. »
À Radio-Canada, elle anime l’émission Fémina à partir de 1937, qui obtient un grand succès d'audience.
Thérèse Casgrain fait aussi campagne pour l'admission des femmes à certaines professions dont l'accès leur était encore refusé, notamment le droit et le notariat. En 1945, alors qu'elle copréside le Service aux consommateurs, organe de la Commission des prix et du commerce en temps de guerre, elle réussit à obtenir que les allocations familiales soient versées aux mères de famille (et non aux pères). Il s'agit d'une grande victoire pour les femmes, après celle du droit de vote.
En 1946, alors qu'une commission est mise sur pied pour étudier le statut légal de la femme mariée (Commission Méthot), des organismes féminins, à l’initiative de Thérèse Casgrain, présentent un mémoire demandant notamment la levée de l’incapacité juridique de la femme mariée et le droit du conjoint survivant et des enfants d'être soutenus par la succession. Le rapport de la commission ne paraîtra qu'en 1954.
En 1966, afin de coordonner les associations féminines à l'échelle nationale dans un cadre non confessionnel, elle compte parmi les membres fondatrices de la Fédération des femmes du Québec.

### Engagement politique

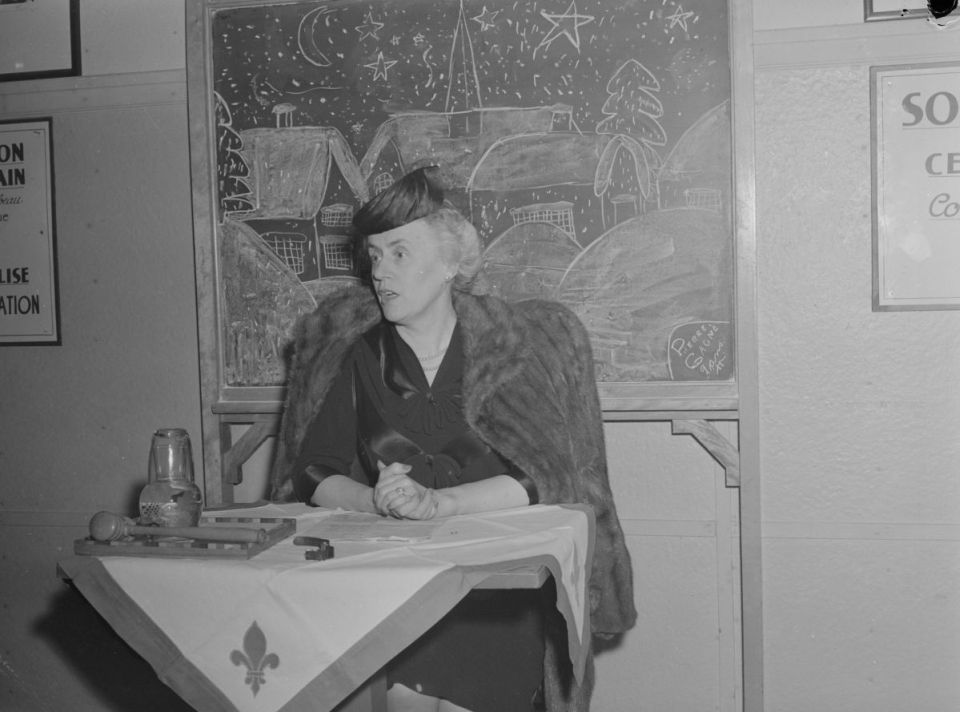
Thérèse Casgrain prononce une conférence à la Coopérative de consommation La Familiale rue Saint-Hubert à Montréal le 14 janvier 1945.

En 1942, à la suite de la nomination de son mari comme juge à la Cour supérieure du Québec, Thérèse Casgrain se présente comme candidate libérale indépendante lors d'une élection fédérale partielle dans Charlevoix-Saguenay. C'est la première de sept tentatives électorales, qui se solderont à chaque fois par un échec.
En 1946, elle s'éloigne des libéraux et rejoint le parti Co-operative Commonwealth Federation (CCF) ou Parti social-démocratique (PSD) au Québec. Elle devient vice-présidente du PSD en 1948 alors qu'elle est la seule femme à siéger au comité exécutif. Le 24 juin 1951, elle est élue cheffe du CCF pour la branche québécoise à l'unanimité alors qu'elle est absente, représentant le parti au congrès de l'Internationale socialiste à Francfort en Allemagne. Elle dirige la branche québécoise du PSD jusqu'en 1957. Elle démissionne alors et est remplacée par Michel Chartrand. Aux côtés de candidats tels que Jacques Ferron et Gaston Miron, elle mène plusieurs luttes contre les politiques du gouvernement de Maurice Duplessis, tisse des liens, à l'échelle internationale, avec le mouvement socialiste, et prend part à divers congrès à l'étranger. En 1956, lors d'une conférence de l'Internationale socialiste à Bombay, elle fait notamment la rencontre d'Indira Gandhi et de Golda Meir.
Première femme chef d'un parti politique au Canada[réf. nécessaire], Thérèse Casgrain se présente comme candidate du PSD en 1952 lors d'une élection partielle dans Outremont—St-Jean, à nouveau en 1953, dans Jacques-Cartier—Lasalle, en 1957 dans Villeneuve et en 1958 dans Jacques-Cartier—Lasalle. Chaque fois, elle est battue. Elle dira « le fait d'être une femme, dirigeant un parti de gauche par surcroît, m'enlevait toute chance de succès. Cependant, mon but était atteint puisque mon désir était avant tout de faire connaître la philosophie du CCF et de lui assurer une large publicité ». Ferron écrit à son sujet en 1960 : 
« Madame Casgrain est née Forget d'un père baron d'affaires et d'une mère lady. On ne peut le lui reprocher. Elle vaut d'ailleurs beaucoup mieux que sa famille. Chose rare mais naturelle, ce fut sa condition de femme qui l'a poussée de la droite vers la gauche; le féminisme lui inculqua des notions de justice et l'ambition fit le reste. »
Elle est ensuite candidate pour le Nouveau Parti démocratique (NPD) dans Outremont—St-Jean en 1961 et en 1963[réf. nécessaire]. Encore là, elle ne remporte pas ses élections.

### Engagement social et humanitaire
Thérèse s'engage dans de multiples causes et organismes, entre autres au Conseil fédéral du salaire minimum, à la Société des concerts symphoniques de Montréal, au Conseil de la santé au Canada, à la section francophone de l'Association canadienne pour l'éducation des adultes, aux Charités fédérées francophones, au Conseil canadien du développement social et  au Comité consultatif de l'administration de la justice au Québec, où elle est vice-présidente. Elle cofonde de plus la Ligue des jeunes francophones et œuvre auprès de nombreuses associations caritatives.
En 1961, elle met sur pied la section québécoise de La Voix des femmes, un organisme féminin luttant contre l'armement nucléaire et pour la paix. De plus, Thérèse Casgrain cumule le poste de présidente de la Ligue des droits de l'homme et s'implique au sein du Comité du secours médical du Québec au Viêt-Nam.
Dans les années 1960, elle s’engage pour les droits des femmes autochtones. Thérèse Casgrain incite en effet Mary Two-Axe Earley à présenter un mémoire à la Commission royale d'enquête sur la situation de la femme au Canada afin de dénoncer le fait que, par la Loi sur les Indiens, une femme autochtone qui épouse un Blanc perd son statut alors que l'inverse ne se produit pas.
En 1969, elle est élue présidente de la section québécoise de l'Association des consommateurs du Canada. Avant son arrivée à la tête de la section québécoise, cette dernière était dominée par des éléments anglophones et sa langue de travail était l’anglais, une situation que son prédécesseur, le professeur David MacFarlane, qualifiait d’« indéfendable ». Plusieurs membres de l’organisation ont misé sur Casgrain pour régler ce problème. De plus, grâce aux démarches de l'Association, un ministère de la Consommation est instauré au fédéral.

### Fin de carrière
Le 7 octobre 1970, elle est nommée sénatrice par le premier ministre Pierre Elliott Trudeau[réf. nécessaire]. Comme l'âge limite pour un tel poste est alors fixé à 75 ans, elle n'y siègera que neuf mois. À un journaliste qui le lui fait remarquer, elle répond : « Vous seriez surpris, jeune homme, de ce qu'une femme peut faire en neuf mois. » Guy Bouthillier considère qu'elle devait cette nomination au fait qu'elle était une amie de Trudeau, une femme de gauche, défenderesse des droits et des libertés et qu'elle pourrait prendre la défense de Trudeau dans le contexte de la crise d'Octobre.

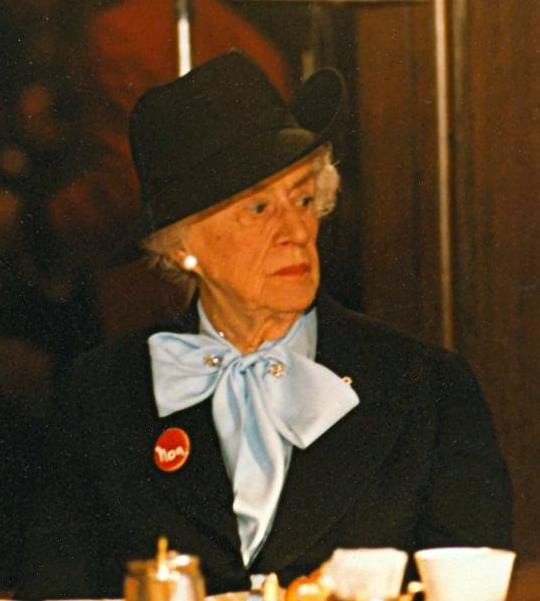
Thérèse Casgrain en 1980.

Durant la campagne référendaire de 1980, elle prend position pour le Non. Dans l'affaire des Yvettes, elle réprimande Lise Payette, alors ministre de la Condition féminine.

### Décès
Thérèse Casgrain meurt le 3 novembre 1981 à l'âge de 85 ans. Ses obsèques ont eu lieu le 6 novembre suivant, en l'église Saint-Léon de Westmount, en présence d'une foule nombreuse, parmi laquelle de nombreux dignitaires dont Monique Bégin, Jeanne Sauvé, Jean Marchand, Jean-Pierre Côté et Ed Schreyer. Elle est inhumée au cimetière Notre-Dame-des-Neiges à Montréal.

## Hommages
- En 1965, à l'occasion du colloque La femme du Québec – hier à aujourd’hui, un hommage a été rendu à Thérèse Casgrain[29]
- En 1980, la Société Elizabeth Fry du Québec ouvre la Maison Thérèse-Casgrain, une maison de transition pour femmes, la première du genre au Québec. Elle est établie dans le quartier Notre-Dame-de-Grâce, à Montréal[30].
- En 1982, la Fondation Thérèse F.-Casgrain est créée pour perpétuer son souvenir et poursuivre son travail sur la justice sociale et la cause des femmes.
- En 1982, le gouvernement du Canada nomme en son honneur le prix Thérèse-Casgrain du bénévolat. En 2010, le gouvernement Harper le remplace par un prix du Premier ministre pour le bénévolat[31],[32].
- Le pavillon Thérèse-Casgrain de l'Université de Montréal est nommé en hommage à Casgrain en 1983[33].
- Le 17 avril 1985, un timbre-poste, conçu par Muriel Wood et Ralph Tibbles, a été émis en son honneur.
- Le pavillon Thérèse-Casgrain de l'Université du Québec à Montréal a été construit entre 1988 et 1990. Il est situé au 455, boulevard René-Lévesque Est[34].
- De 2004 à 2012, les billets de 50 $ du Canada ont représenté Thérèse Casgrain ainsi que les Célèbres cinq et la Déclaration universelle des droits de l'homme[35],[31].
- Créé en 2007, le Prix Égalité est décerné par le Secrétariat à la condition féminine du gouvernement du Québec afin de récompenser des projets réalisés par des organismes publics, parapublics, privés ou communautaires qui favorisent l’égalité entre les femmes et les hommes au Québec. En avril 2015, à l’occasion du 75e anniversaire de l’obtention du droit de vote et d’éligibilité des femmes aux élections québécoises, le nom du prix a été modifié et est devenu prix Égalité Thérèse-Casgrain[36].
- En 2012, le monument en hommage aux femmes en politique est inauguré. Situé sur le terrain de l'Assemblée nationale du Québec, il représente Marie Lacoste-Gérin-Lajoie, Idola Saint-Jean, Thérèse Casgrain et Marie-Claire Kirkland-Casgrain[37]Thérèse Casgrain est représentée dans le monument en hommage aux femmes en politique.

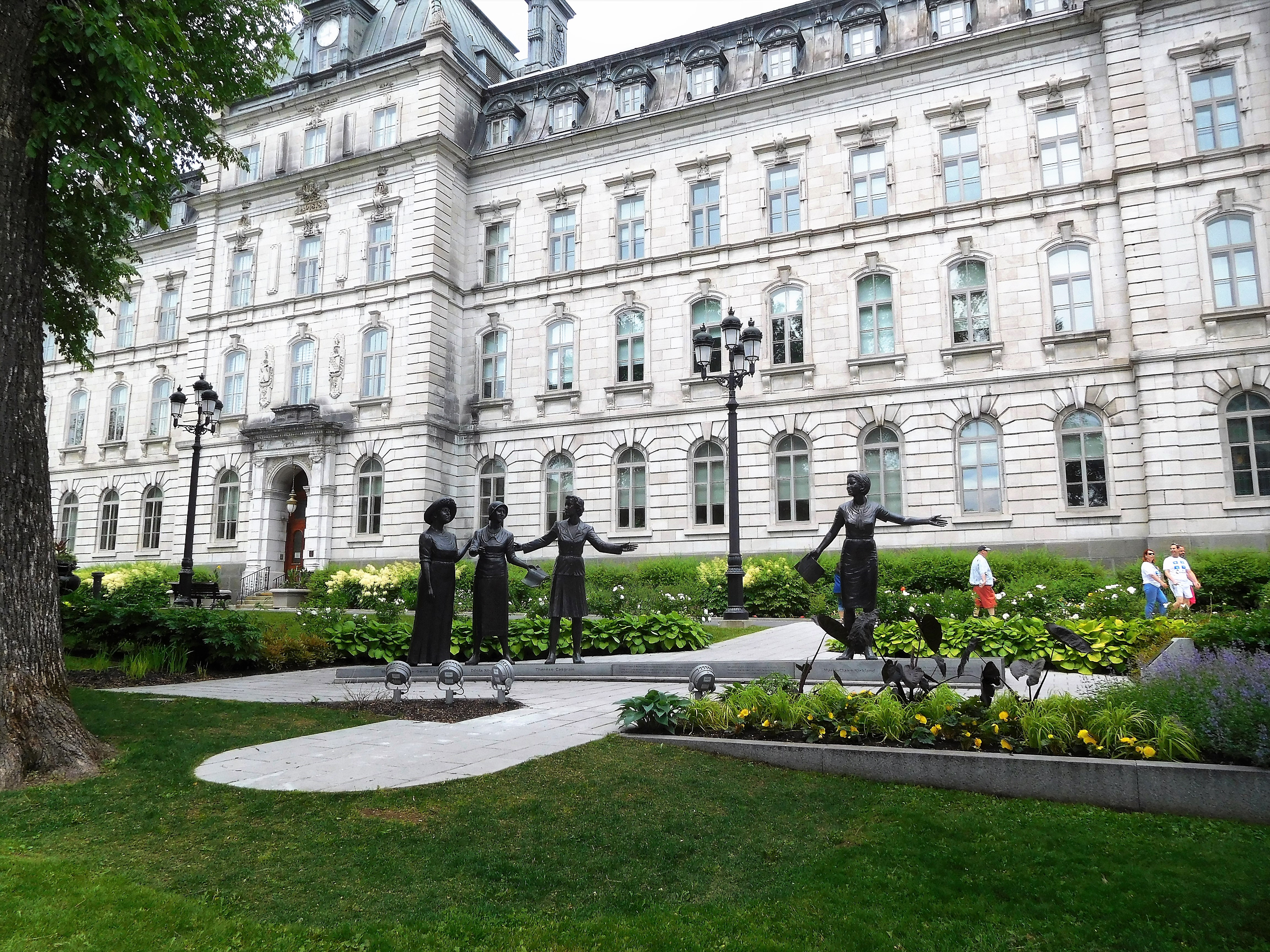
Thérèse Casgrain est représentée dans le monument en hommage aux femmes en politique.

### Toponymie
Dans diverses villes du Québec, selon la base de données de la Commission de toponymie du Québec, une douzaine de rues rendent hommage à Thérèse Casgrain. Un parc public de Montréal porte également son nom. Depuis 1982, un mont situé au nord de La Malbaie, dans Charlevoix (Québec), porte aussi son nom,.

## Distinctions honorifiques

### Décorations
- Commandeure de l'Ordre de Montréal (2016, à titre posthume)[42]
- Compagnon de l'Ordre du Canada (1974)[43]
- Officière de l'Ordre du Canada (1967)
- Officière de l'Ordre de l'Empire britannique

### Doctorats honorifiques
- 1968 : Université de Montréal
- 1974 : Université McGill, Université de Trent, Université Queen's
- 1979 : Université Waterloo, Université Notre-Dame, Université Mount Saint Vincent, Université York, Université d'Ottawa
- 1980 : Université Concordia
- 1981 : Université de Windsor

### Prix
- 1967 : le Conseil national des femmes juives du Canada lui décerne la médaille de « Femme du siècle » du Québec ; la Société de criminologie du Canada lui remet la médaille de la « personne qui s'est le plus distinguée dans la défense des droits de la personne et des idéaux de justice dans notre société » ;
- 1979 : Prix du Gouverneur général en commémoration de l'affaire « personne » en reconnaissance de son leadership inlassable en faveur de l'obtention du droit de vote pour les femmes au Québec;
- 1980 : Grande Montréalaise, catégorie sociale[42];
- 1991-1992 : Médaille du Barreau de Montréal (à titre posthume)[44].

## Archives
Le Fonds Thérèse-Casgrain est conservé à Ottawa par Bibliothèque et Archives Canada et le fonds d'archives de la Fondation Thérèse F.-Casgrain est conservé au centre d'archives de Montréal de Bibliothèque et Archives nationales du Québec.

#### Ouvrages
- Denyse Baillargeon, Repenser la nation. L'histoire du suffrage féminin au Québec, Montréal, éditions du remue-ménage, 2019.
- Réal Bertrand, Thérèse Casgrain, Montréal, Lidec, 1981, 63 p. (ISBN 2-7608-7001-4)
- Anita Caron, Lorraine Archambault, Évelyne Tardy et Robert Comeau, Thérèse Casgrain : une femme tenace et engagée, Sainte-Foy, Presses de l'Université du Québec, 1993, 393 p. (ISBN 2-7605-0701-7, lire en ligne)
- Thérèse Casgrain, Une femme chez les hommes, Montréal, Éditions du Jour, 1971, 296 p.
- (en) Thérèse Casgrain (trad. Joyee Marshall), A woman in a man's world, Toronto, McClelland and Stewart, 1971, 192 p. (ISBN 0-7710-1915-7)
- Micheline Dumont et Louise Toupin, La pensée féministe au Québec. Anthologie [1900-1985], Montréal, Remue-Ménage, 2003, 752 p. (ISBN 978-2-89091-212-0, présentation en ligne)
- Nicolle Forget, Thérèse Casgrain : la gauchiste en collier de perles, Montréal, Éditions Fides, 2013, 534 p. (ISBN 978-2-7621-3516-9)
- Marie Lavigne et Michèle Stanton-Jean, Idola Saint-Jean, l'insoumise, Montréal, Boréal, 2017.

#### Articles, chapitres de livres
- Wayne Brown, « Thérèse Casgrain, suffragette, première femme à diriger un parti et sénatrice », Perspectives électorales,‎ mai 2002, p. 30-34 (ISSN 1488-3538, lire en ligne)
- Thérèse F. Casgrain, « The Canadian constitutional challenge : a search for direction and accommodation. » — Canadian Confederation Forum (1977-1978, Hamilton). — Proceedings of the fifth session of the Canadian Confederation Forum, Hamilton, McMaster University, novembre 1977 à avril 1978, p. 77 à 84.
- Nicolle Forget, «Thérèse Casgrain et les pionnières du droit des femmes», fondationlionelgroulx.org, mars 2016. (en ligne)
- Véronique Lalande, « 6. Thérèse Casgrain, Québec (1896–1981) », dans Florence Piron, Citoyennes. Portraits de femmes engagées pour le bien commun, Québec, Éditions science et bien commun, 2014 (ISBN 978-2-9814827-3-0, lire en ligne).
- (en) Susan Mann Trofimenkoff, « Thérèse Casgrain and the CCF in Québec », dans Beyond the Vote. Canadian Women and Politics, Toronto, University of Toronto Press, 1989.
- Samantha Nutt, Thérèse Casgrain, dans André Pratte, Jonathan Kay, dir., Bâtisseurs d'Amérique: Des Canadiens français qui ont fait l'histoire, La Presse, Montréal, 2016.
  - (en) Legacy. How french Canadians shaped North America, Toronto, McClelland & Stewart, 2016; réimpr. 2019  (ISBN 0771072392).

#### Mémoires et thèses
- Maryse Darsigny, Du Comité provincial du suffrage féminin à la Ligue des droits de la femme (1922-1940) : Le second souffle du mouvement féministe au Québec de la première moitié du XXe siècle, M.A. (histoire), UQAM, 1994.
- Luigi Trifiro, La crise de 1922 dans la lutte pour le suffrage féminin au Québec, M.A. (Histoire), Université de Sherbrooke, 1976, 113 p.

#### Autres
- Nicolle Forget (invitée) et Éric Bédard (animateur), «Thérèse Casgrain et les pionnières des droits des femmes», 9e rencontre de la série Figures marquantes de notre histoire, MAtv, 8 mars 2016. (en ligne)
- Nicolle Forget (invitée) et Jacques Beauchamp (animateur), «Thérèse Casgrain, une militante parfois sous-estimée», à l'émission de radio Aujourd'hui l'histoire, Radio-Canada, 29 mai 2017, 20 min. (en ligne)
- Nicolle Forget (invitée) et Catherine Perrin (animatrice), «La biographie de Thérèse Casgrain : longue vie d'une militante», à l'émission de radio Médium large, Radio-Canada, 8 mars 2013, 16 min 34 s. (en ligne)
- «Thérèse Casgrain, la battante», Ici Première, Radio-Canada, 26 min. (en ligne)
- «Thérèse Casgrain, humaniste», Femme d'aujourd'hui, Radio-Canada, 17 décembre 1975, 55 min 22 s. (extrait en ligne via les Archives de Radio-Canada.)